# Желябівка (Знаменська сільрада)
Желябівка (рос. Желябовка) — присілок в Щигровському районі Курської області Російської Федерації.
Населення становить 17 осіб. Входить до складу муніципального утворення Знаменська сільрада.

## Історія
Населений пункт розташований на території українського етнічного та культурного краю Східна Слобожанщина.
Від 2004 року входить до складу муніципального утворення Знаменська сільрада.

## Населення
| 2002 | 2010 |
| ---- | ---- |
| 20   | ↘17  |